# Jean Félix Larroche
Pour les articles homonymes, voir Larroche.
Jean Félix Samuel Larroche est un homme politique français né le 2 mars 1763 à Astaffort (Lot-et-Garonne) et mort le 28 août 1795 à Paris.

## Biographie
Maire d'Astaffort en 1790, administrateur du district d'Agen, il est député de Lot-et-Garonne à la Convention, siégeant dans la Plaine et votant pour la détention de Louis XVI.

## Sources
- « Jean Félix Larroche », dans Adolphe Robert et Gaston Cougny, Dictionnaire des parlementaires français, Edgar Bourloton, 1889-1891 [détail de l’édition]